# Regionalwahlen in Griechenland 2010
Mit der Umsetzung des Kallikratis-Programms wurde für die dreizehn griechischen Regionen die Selbstverwaltung ab dem 1. Januar 2011 eingeführt. Die ersten griechischen Regionalwahlen fanden am 7. und 14. November 2010 statt. Zu wählen waren die Abgeordneten für die Regionalräte (Ez. griechisch Περιφερειακό Συμβούλιο Periferiako Symvoulio) und die Gouverneure (Ez. griechisch περιφερειάρχης periferiarchis).

## Wahlverfahren
Die Kandidaten für das Amt des Gouverneurs treten zusammen mit einem Wahlbündnis an. Gouverneur ist automatisch der Kandidat, der das siegreiche Wahlbündnis anführt.
Die Sitze in den Präfekturräten werden proportional zur Einwohnerzahl der 74 Regionalbezirke unter diesen aufgeteilt. So entsendet zum Beispiel das Zentrale Gebiet Athens 30 Vertreter in den Regionalrat Attikas, Ithaka einen Vertreter in den Regionalrat der Ionischen Inseln.
Das Wahlverfahren kennt zwei Wahlgänge. Erzielt ein Wahlbündnis mit seinem Kandidaten im ersten Wahlgang die absolute Mehrheit der gültigen Stimmen, so erhält es automatisch drei Fünftel der zu vergebenden Sitze; die übrigen Sitze werden proportional an die übrigen Wahlbündnisse nach deren Stimmen verteilt (siehe Tabelle). Erzielt ein Wahlbündnis über 60 % der gültigen Stimmen, erhält es für die Stimmen, die über 60 % hinausgehen, aus dem Stimmenpool für die Minderheit ebenfalls proportional Sitze zugesprochen (dieser Fall trat bei den Regionalwahlen 2010 nicht ein).
| Einwohnerzahl                                                                          | Sitze | 3/5-Mehrheit | 2/5-Minderheit | 13 Regionen |
| -------------------------------------------------------------------------------------- | ----- | ------------ | -------------- | --- |
| unter 300.000                                                                          | 41    | 25           | 16             | Ionische Inseln, Nördliche Ägäis                                                                                        |
| 300.001–800.000                                                                        | 51    | 31           | 20             | Epirus, Kreta, Mittelgriechenland, Ostmakedonien und Thrakien, Peloponnes, Thessalien, Westmakedonien, Westgriechenland |
| 800.000 und höher                                                                      | 71    | 43           | 28             | Zentralmakedonien |
| Sonderregelung                                                                         | 101   | 61           | 40             | Attika |
| Sonderregelung                                                                         | 51    | 31           | 20             | Südliche Ägäis |
| Bemerkungen: 1. Für mehr Informationen siehe auch Politische Gliederung Griechenlands. |       |              |                | |

Ergibt sich aus dem ersten Wahlgang für kein Wahlbündnis eine absolute Mehrheit, so wird die Hälfte plus einer der Sitze unter allen Wahlbündnissen proportional aufgeteilt. Zwischen den beiden bestplatzierten Wahlbündnissen bzw. Kandidaten wird am darauffolgenden Sonntag eine Stichwahl abgehalten. Der Gewinner aus dieser Stichwahl erhält darauf die Sitze zugesprochen, die ihm zur Dreifünftelmehrheit aus dem ersten Wahlgang fehlten; die verbleibenden Sitze gehen an den Unterlegenen der Stichwahl.

## Wahlergebnisse 2010

### Attika
| Regionalwahl in Attika am 7. und 14. November 2010                                                                    | Regionalwahl in Attika am 7. und 14. November 2010 | Regionalwahl in Attika am 7. und 14. November 2010 | Regionalwahl in Attika am 7. und 14. November 2010 | Regionalwahl in Attika am 7. und 14. November 2010 | Regionalwahl in Attika am 7. und 14. November 2010 | Regionalwahl in Attika am 7. und 14. November 2010 | Regionalwahl in Attika am 7. und 14. November 2010 | Regionalwahl in Attika am 7. und 14. November 2010 | Regionalwahl in Attika am 7. und 14. November 2010 |
| --- | -------------------------------------------------- | -------------------------------------------------- | -------------------------------------------------- | -------------------------------------------------- | -------------------------------------------------- | -------------------------------------------------- | -------------------------------------------------- | -------------------------------------------------- | -------------------------------------------------- |
| |                                                    | 1. Wahlgang                                        | 1. Wahlgang                                        | 1. Wahlgang                                        | 2. Wahlgang                                        | 2. Wahlgang                                        | 2. Wahlgang                                        |                                                    |                                                    |
| Wahlbündnis | pol. Zugehörigkeit                                 | Stimmen                                            | in %                                               | Sitze                                              | Stimmen                                            | in %                                               | Sitze                                              | Sitzverteilung (101 Sitze)                         | Sitzverteilung (101 Sitze)                         |
| Attiki (Αττική) | PA.SO.K.                                           | 343.792                                            | 24,05                                              | 12                                                 | 522.838                                            | 52,87                                              | 49                                                 | 61                                                 |                                                    |
| Attiki Nea Prooptiki (Αττική Νέα Προοπτική)                                                                           | N.D.                                               | 292.391                                            | 20,45                                              | 11                                                 | 466.134                                            | 47,13                                              | 1                                                  | 12                                                 |                                                    |
| Giannis Dimaras – Arma Politon (Γιάννης Δημαράς – Άρμα Πολιτών)                                                       | Panellinio Arma Politon                            | 228.115                                            | 15,96                                              | 8                                                  |                                                    |                                                    |                                                    | 8                                                  |                                                    |
| Laiki Syspirosi Attikis (Λαϊκή Συσπείρωση Αττικής)                                                                    | K.K.E.                                             | 206.473                                            | 14,44                                              | 8                                                  |                                                    |                                                    |                                                    | 8                                                  |                                                    |
| Attiki Odos (Αττική Οδός)                                                                                             | LA.O.S.                                            | 93.937                                             | 6,57                                               | 3                                                  |                                                    |                                                    |                                                    | 3                                                  |                                                    |
| Attiki Synergasia – Ochi sto Mnimonio (Αττική Συνεργασία – Όχι στο Μνημόνιο)                                          | SYRIZA                                             | 89.036                                             | 6,23                                               | 3                                                  |                                                    |                                                    |                                                    | 3                                                  |                                                    |
| Attiki Ikologiki Apandisi (Αττική Οικολογική Απάντηση)                                                                | Ökologen/Grüne                                     | 57.750                                             | 4,04                                               | 2                                                  |                                                    |                                                    |                                                    | 2                                                  |                                                    |
| Attiki Gi (Αττική Γη)                                                                                                 | Dem. Linke                                         | 54.480                                             | 3,81                                               | 2                                                  |                                                    |                                                    |                                                    | 2                                                  |                                                    |
| Andikapitalistiki Anatropi – Andarsia se kyvernisi-EE-DNT (Αντικαπιταλιστική Ανατροπή – Ανταρσία σε κυβέρνηση-ΕΕ-ΔΝΤ) |                                                    | 32.678                                             | 2,29                                               | 1                                                  |                                                    |                                                    |                                                    | 1                                                  |                                                    |
| Metopo Allilengyis kai Anatropis – Eleftheri Attiki (Μέτωπο Αλληλεγγύης και Ανατροπής – Ελεύθερη Αττική)              |                                                    | 30.926                                             | 2,16                                               | 1                                                  |                                                    |                                                    |                                                    | 1                                                  |                                                    |

Gouverneur: Ioannis Sgouros (Ιωάννης Σγουρός), PA.SO.K.

### Epirus
| Regionalwahl in Epirus am 7. und 14. November 2010                                                                                          | Regionalwahl in Epirus am 7. und 14. November 2010 | Regionalwahl in Epirus am 7. und 14. November 2010 | Regionalwahl in Epirus am 7. und 14. November 2010 | Regionalwahl in Epirus am 7. und 14. November 2010 | Regionalwahl in Epirus am 7. und 14. November 2010 | Regionalwahl in Epirus am 7. und 14. November 2010 | Regionalwahl in Epirus am 7. und 14. November 2010 | Regionalwahl in Epirus am 7. und 14. November 2010 | Regionalwahl in Epirus am 7. und 14. November 2010 |
| --- | -------------------------------------------------- | -------------------------------------------------- | -------------------------------------------------- | -------------------------------------------------- | -------------------------------------------------- | -------------------------------------------------- | -------------------------------------------------- | -------------------------------------------------- | -------------------------------------------------- |
| |                                                    | 1. Wahlgang                                        | 1. Wahlgang                                        | 1. Wahlgang                                        | 2. Wahlgang                                        | 2. Wahlgang                                        | 2. Wahlgang                                        |                                                    |                                                    |
| Wahlbündnis | pol. Zugehörigkeit                                 | Stimmen                                            | in %                                               | Sitze                                              | Stimmen                                            | in %                                               | Sitze                                              | Sitzverteilung (51 Sitze)                          | Sitzverteilung (51 Sitze)                          |
| Axiovioti Anaptyxi Ipirou (Αξιοβίωτη Ανάπτυξη Ηπείρου)                                                                                      | N.D. LA.O.S.                                       | 100.495                                            | 44,76                                              | 12                                                 | 97.667                                             | 55,04                                              | 19                                                 | 31                                                 |                                                    |
| Ipiros, topos na zis (Ήπειρος, τόπος να ζεις)                                                                                               | PA.SO.K.                                           | 88.893                                             | 38,70                                              | 10                                                 | 79.775                                             | 44,95                                              | 6                                                  | 16                                                 |                                                    |
| Laiki Syspirosi Ipirou (Λαϊκή Συσπείρωση Ηπείρου)                                                                                           | K.K.E.                                             | 18.766                                             | 8,36                                               | 2                                                  |                                                    |                                                    |                                                    | 2                                                  |                                                    |
| Aftidiikitito Rizospastiko Ormitirio gia tin Ipiro (Αυτοδιοικητικό Ριζοσπαστικό Ορμητήριο για την Ήπειρο – ΑΥ.ΡΙ.Ο)                         | SYRIZA                                             | 8.054                                              | 3,59                                               | 1                                                  |                                                    |                                                    |                                                    | 1                                                  |                                                    |
| Aristeri Paremvasi stin Ipiro (Αριστερή Παρέμβαση στην Ήπειρο)                                                                              |                                                    | 5.915                                              | 2,63                                               | 1                                                  |                                                    |                                                    |                                                    | 1                                                  |                                                    |
| Ipiros ton Orizondon: Periferiaki Synergasia Politaon tis Ikologias (Ήπειρος των Οριζόντων: Περιφερειακή Συνεργασία Πολιτών της Οικολογίας) | Ökologen/Grüne Dem. Linke                          | 4.407                                              | 1,96                                               | –                                                  |                                                    |                                                    |                                                    |                                                    |                                                    |

Gouverneur: Alexandros Kachrimanis (Αλέξανδρος Καχριμάνης), N.D.

### Ionische Inseln
| Regionalwahl in der Region Ionische Inseln am 7. und 14. November 2010                                                                                           | Regionalwahl in der Region Ionische Inseln am 7. und 14. November 2010 | Regionalwahl in der Region Ionische Inseln am 7. und 14. November 2010 | Regionalwahl in der Region Ionische Inseln am 7. und 14. November 2010 | Regionalwahl in der Region Ionische Inseln am 7. und 14. November 2010 | Regionalwahl in der Region Ionische Inseln am 7. und 14. November 2010 | Regionalwahl in der Region Ionische Inseln am 7. und 14. November 2010 | Regionalwahl in der Region Ionische Inseln am 7. und 14. November 2010 | Regionalwahl in der Region Ionische Inseln am 7. und 14. November 2010 | Regionalwahl in der Region Ionische Inseln am 7. und 14. November 2010 |
| --- | ---------------------------------------------------------------------- | ---------------------------------------------------------------------- | ---------------------------------------------------------------------- | ---------------------------------------------------------------------- | ---------------------------------------------------------------------- | ---------------------------------------------------------------------- | ---------------------------------------------------------------------- | ---------------------------------------------------------------------- | ---------------------------------------------------------------------- |
| |                                                                        | 1. Wahlgang                                                            | 1. Wahlgang                                                            | 1. Wahlgang                                                            | 2. Wahlgang                                                            | 2. Wahlgang                                                            | 2. Wahlgang                                                            |                                                                        |                                                                        |
| Wahlbündnis | pol. Zugehörigkeit                                                     | Stimmen                                                                | in %                                                                   | Sitze                                                                  | Stimmen                                                                | in %                                                                   | Sitze                                                                  | Sitzverteilung (41 Sitze)                                              | Sitzverteilung (41 Sitze)                                              |
| Nea Ionios Politia (Νέα Ιόνιος Πολιτεία) | N.D. LA.O.S.                                                           | 34.302                                                                 | 30,40                                                                  | 6                                                                      | 43.330                                                                 | 50,80                                                                  | 19                                                                     | 25                                                                     |                                                                        |
| IONIO ARCHIPELAGOS – Symmachia gia to perovallon, tin anaptyxi ke ton politismo (ΙΟΝΙΟ ΑΡΧΙΠΕΛΑΓΟΣ – Συμμαχία για το περιβάλλον, την ανάπτυξη και τον πολιτισμό) | PA.SO.K.                                                               | 28.832                                                                 | 25,55                                                                  | 5                                                                      | 41.966                                                                 | 49,20                                                                  | 1                                                                      | 6                                                                      |                                                                        |
| Eptanisiaki Anagennisi (Επτανησιακή Αναγέννηση) |                                                                        | 22.290                                                                 | 19,76                                                                  | 4                                                                      |                                                                        |                                                                        |                                                                        | 4                                                                      |                                                                        |
| Laiki Syspirosi Ionion Nison (Λαϊκή Συσπείρωση Ιονίων Νήσων) | K.K.E.                                                                 | 17.266                                                                 | 15,30                                                                  | 3                                                                      |                                                                        |                                                                        |                                                                        | 3                                                                      |                                                                        |
| Anexartiti Aftodiikitiki Synergasia Archon (AN.A.S.A) (Ανεξάρτητη Αυτοδιοικητική Συνεργασία Αρχών (ΑΝ.Α.Σ.Α.))                                                   | SYRIZA Ökologen/Grüne                                                  | 4.940                                                                  | 4,38                                                                   | 1                                                                      |                                                                        |                                                                        |                                                                        | 1                                                                      |                                                                        |
| Artisteri Kinisi Ioniou (Αριστερή Κίνηση Ιονίου) | Dem. Linke                                                             | 2.691                                                                  | 2,39                                                                   | 1                                                                      |                                                                        |                                                                        |                                                                        | 1                                                                      |                                                                        |
| Andikapitalistiki Aristera sta Ionia (Αντικαπιταλιστική Αριστερά στα Ιόνια)                                                                                      |                                                                        | 2.509                                                                  | 2,22                                                                   | 1                                                                      |                                                                        |                                                                        |                                                                        | 1                                                                      |                                                                        |

Gouverneur: Spyridon Spyrou (Σπυρίδων Σπύρου), N.D.

### Kreta
|                                                                                                   |                           | 1. Wahlgang |       |       |                           |                           |
| Wahlbündnis                                                                                       | pol. Zugehörigkeit        | Stimmen     | in %  | Sitze | Sitzverteilung (51 Sitze) | Sitzverteilung (51 Sitze) |
| Kriti Proti Dynami (Κρήτη Πρώτη Δύναμη)                                                           | PA.SO.K.                  | 165.726     | 50,30 | 31    |                           |                           |
| Machi gia tin Kriti (Μάχη για την Κρήτη)                                                          |                           | 57.735      | 17,52 | 7     |                           |                           |
| I Kriti mas enoni (Η Κρήτη μας ενώνει)                                                            | N.D.                      | 49.025      | 14,88 | 6     |                           |                           |
| Laiki Syspirosi Kritis (Λαϊκή Συσπείρωση Κρήτης)                                                  | K.K.E.                    | 22.843      | 6,93  | 3     |                           |                           |
| Rizopastiki Synergasia Kritis (Ριζοπαστική Συνεργασία Κρήτης)                                     | SYRIZA                    | 16.227      | 4,92  | 2     |                           |                           |
| Mia Kriti – Perivallon Anthropos (Μια Κρήτη – Περιβάλλον Άνθρωπος)                                | Ökologen/Grüne Dem. Linke | 12.616      | 3,83  | 1     |                           |                           |
| Andikapitalistiki Aristera Paremvasi stin Kriti (Αντικαπιταλιστική Αριστερά Παρέμβαση στην Κρήτη) |                           | 5.302       | 1,61  | 1     |                           |                           |

Gouverneur: Stavros Arnaoutakis (Σταύρος Αρναουτάκης), PA.SO.K.

### Mittelgriechenland
| Regionalwahl in Mittelgriechenland am 7. und 14. November 2010 | Regionalwahl in Mittelgriechenland am 7. und 14. November 2010 | Regionalwahl in Mittelgriechenland am 7. und 14. November 2010 | Regionalwahl in Mittelgriechenland am 7. und 14. November 2010 | Regionalwahl in Mittelgriechenland am 7. und 14. November 2010 | Regionalwahl in Mittelgriechenland am 7. und 14. November 2010 | Regionalwahl in Mittelgriechenland am 7. und 14. November 2010 | Regionalwahl in Mittelgriechenland am 7. und 14. November 2010 | Regionalwahl in Mittelgriechenland am 7. und 14. November 2010 | Regionalwahl in Mittelgriechenland am 7. und 14. November 2010 |
| --- | -------------------------------------------------------------- | -------------------------------------------------------------- | -------------------------------------------------------------- | -------------------------------------------------------------- | -------------------------------------------------------------- | -------------------------------------------------------------- | -------------------------------------------------------------- | -------------------------------------------------------------- | -------------------------------------------------------------- |
| |                                                                | 1. Wahlgang                                                    | 1. Wahlgang                                                    | 1. Wahlgang                                                    | 2. Wahlgang                                                    | 2. Wahlgang                                                    | 2. Wahlgang                                                    |                                                                |                                                                |
| Wahlbündnis | pol. Zugehörigkeit                                             | Stimmen                                                        | in %                                                           | Sitze                                                          | Stimmen                                                        | in %                                                           | Sitze                                                          | Sitzverteilung (51 Sitze)                                      | Sitzverteilung (51 Sitze)                                      |
| Sterea Ellada – Klearchos Pergandas (Στερεά Ελλάδα – Κλεάρχος Περγαντάς) | PA.SO.K.                                                       | 129.020                                                        | 39,02                                                          | 10                                                             | 130.189                                                        | 52,93                                                          | 21                                                             | 31                                                             |                                                                |
| Mazi gia ti Stera Ellada tis anaptyxis (Μαζί για τη Στερεά Ελλάδα της ανάπτυξης)                                                                                             | N.D.                                                           | 116.399                                                        | 35,20                                                          | 9                                                              | 115.776                                                        | 47,07                                                          | 4                                                              | 13                                                             |                                                                |
| Laiki Syspirosi Stereas Elladas (Λαϊκή Συσπείρωση Στερεάς Ελλάδας) | K.K.E.                                                         | 35.954                                                         | 10,87                                                          | 3                                                              |                                                                |                                                                |                                                                | 3                                                              |                                                                |
| Anexartito Metopo Stereas Elladas (Ανεξάρτητο Μέτωπο Στερεάς Ελλάδας) | LA.O.S.                                                        | 26.324                                                         | 7,96                                                           | 2                                                              |                                                                |                                                                |                                                                | 2                                                              |                                                                |
| Rizospastiki ke Ikologiki Synergasia gia ti Sterea Ellada (Ριζοσπαστική και Οικολογική Συνεργασία για τη Στερεά Ελλάδα)                                                      | SYRIZA                                                         | 12.219                                                         | 3,70                                                           | 1                                                              |                                                                |                                                                |                                                                | 1                                                              |                                                                |
| Aftodiikitiko kinima periferias Stereas me agones ke allilengyi apenandi stin krisi (Αυτοδιοικητικό κίνημα περιφέρειας Στερεάς με αγώνες και αλληλεγγύη απέναντι στην κρίση) | Ökologen/Grüne Dem. Linke                                      | 10.753                                                         | 3,25                                                           | 1                                                              |                                                                |                                                                |                                                                | 1                                                              |                                                                |

Gouverneur: Klearchos Pergandas (Κλεάρχος Περγαντάς), PA.SO.K.

### Nördliche Ägäis
| Regionalwahl in Nördliche Ägäis am 7. und 14. November 2010                                         | Regionalwahl in Nördliche Ägäis am 7. und 14. November 2010 | Regionalwahl in Nördliche Ägäis am 7. und 14. November 2010 | Regionalwahl in Nördliche Ägäis am 7. und 14. November 2010 | Regionalwahl in Nördliche Ägäis am 7. und 14. November 2010 | Regionalwahl in Nördliche Ägäis am 7. und 14. November 2010 | Regionalwahl in Nördliche Ägäis am 7. und 14. November 2010 | Regionalwahl in Nördliche Ägäis am 7. und 14. November 2010 | Regionalwahl in Nördliche Ägäis am 7. und 14. November 2010 | Regionalwahl in Nördliche Ägäis am 7. und 14. November 2010 |
| --------------------------------------------------------------------------------------------------- | ----------------------------------------------------------- | ----------------------------------------------------------- | ----------------------------------------------------------- | ----------------------------------------------------------- | ----------------------------------------------------------- | ----------------------------------------------------------- | ----------------------------------------------------------- | ----------------------------------------------------------- | ----------------------------------------------------------- |
| |                                                             | 1. Wahlgang                                                 | 1. Wahlgang                                                 | 1. Wahlgang                                                 | 2. Wahlgang                                                 | 2. Wahlgang                                                 | 2. Wahlgang                                                 |                                                             |                                                             |
| Wahlbündnis                                                                                         | pol. Zugehörigkeit                                          | Stimmen                                                     | in %                                                        | Sitze                                                       | Stimmen                                                     | in %                                                        | Sitze                                                       | Sitzverteilung (41 Sitze)                                   | Sitzverteilung (41 Sitze)                                   |
| Ischyro Vorio Egeo (Ισχυρό Βόρειο Αιγαίο)                                                           | PA.SO.K.                                                    | 38.952                                                      | 36,52                                                       | 8                                                           | 43.151                                                      | 50,77                                                       | 17                                                          | 25                                                          |                                                             |
| Agonas gia ta Nisia mas (Αγώνας για τα Νησιά μας)                                                   | N.D.                                                        | 41.054                                                      | 32,28                                                       | 8                                                           | 41.842                                                      | 49,23                                                       | 3                                                           | 11                                                          |                                                             |
| Laiki Syspirosi Voriou Egeou (Λαϊκή Συσπείρωση Βορείου Αιγαίου)                                     | K.K.E.                                                      | 16.877                                                      | 15,74                                                       | 3                                                           |                                                             |                                                             |                                                             | 3                                                           |                                                             |
| Me tous Polites Kontra ston Kero (Με τους Πολίτες Κόντρα στον Καιρό)                                | SYRIZA                                                      | 4.517                                                       | 4,21                                                        | 1                                                           |                                                             |                                                             |                                                             | 1                                                           |                                                             |
| Ikologikos Anemos (Οικολογικός Άνεμος)                                                              | Ökologen/Grüne                                              | 3.453                                                       | 3,22                                                        | 1                                                           |                                                             |                                                             |                                                             | 1                                                           |                                                             |
| Andarsia ston Egeo – Andikapitalistiki Aristera (Ανταρσία στον Αιγαίο – Αντικαπιταλιστική Αριστερά) |                                                             | 2.394                                                       | 2,23                                                        | –                                                           |                                                             |                                                             |                                                             |                                                             |                                                             |

Gouverneur: Nasos Giakalas (Νάσος Γιακαλάς), PA.SO.K.

### Ostmakedonien und Thrakien
| Regionalwahl in Ostmakedonien und Thrakien am 7. und 14. November 2010                                                                      | Regionalwahl in Ostmakedonien und Thrakien am 7. und 14. November 2010 | Regionalwahl in Ostmakedonien und Thrakien am 7. und 14. November 2010 | Regionalwahl in Ostmakedonien und Thrakien am 7. und 14. November 2010 | Regionalwahl in Ostmakedonien und Thrakien am 7. und 14. November 2010 | Regionalwahl in Ostmakedonien und Thrakien am 7. und 14. November 2010 | Regionalwahl in Ostmakedonien und Thrakien am 7. und 14. November 2010 | Regionalwahl in Ostmakedonien und Thrakien am 7. und 14. November 2010 | Regionalwahl in Ostmakedonien und Thrakien am 7. und 14. November 2010 | Regionalwahl in Ostmakedonien und Thrakien am 7. und 14. November 2010 |
| --- | ---------------------------------------------------------------------- | ---------------------------------------------------------------------- | ---------------------------------------------------------------------- | ---------------------------------------------------------------------- | ---------------------------------------------------------------------- | ---------------------------------------------------------------------- | ---------------------------------------------------------------------- | ---------------------------------------------------------------------- | ---------------------------------------------------------------------- |
| |                                                                        | 1. Wahlgang                                                            | 1. Wahlgang                                                            | 1. Wahlgang                                                            | 2. Wahlgang                                                            | 2. Wahlgang                                                            | 2. Wahlgang                                                            |                                                                        |                                                                        |
| Wahlbündnis | pol. Zugehörigkeit                                                     | Stimmen                                                                | in %                                                                   | Sitze                                                                  | Stimmen                                                                | in %                                                                   | Sitze                                                                  | Sitzverteilung (51 Sitze)                                              | Sitzverteilung (51 Sitze)                                              |
| Kinoniki Symmachia gia tin Periferia Anatolikis Makedonias – Thrakis (Κοινωνική Συμμαχία για την Περιφέρεια Ανατολικής Μακεδονίας – Θράκης) | PA.SO.K.                                                               | 150.257                                                                | 41,75                                                                  | 11                                                                     | 136.768                                                                | 52,57                                                                  | 20                                                                     | 31                                                                     |                                                                        |
| Periferiaki Avagennisi (Περιφερειακή Αναγέννηση)                                                                                            | N.D.                                                                   | 147.845                                                                | 41,08                                                                  | 11                                                                     | 123.411                                                                | 47,43                                                                  | 5                                                                      | 16                                                                     |                                                                        |
| Laiki Syspirosi Anatolikis Makedonias ke Thrakis (Λαϊκή Συσπείρωση Ανατολικής Μακεδονίας και Θράκης)                                        | K.K.E.                                                                 | 27.852                                                                 | 7,74                                                                   | 2                                                                      |                                                                        |                                                                        |                                                                        | 2                                                                      |                                                                        |
| Aristeri Ikologiki Synergasia (Αριστερή Οικολογική Συνεργασία)                                                                              | SYRIZA                                                                 | 16.609                                                                 | 4,62                                                                   | 1                                                                      |                                                                        |                                                                        |                                                                        | 1                                                                      |                                                                        |
| Ikologia Allilengyn (Οικολογία Αλληλεγγύν)                                                                                                  | Ökologen/Grüne                                                         | 10.787                                                                 | 3,00                                                                   | 1                                                                      |                                                                        |                                                                        |                                                                        | 1                                                                      |                                                                        |
| Andarsia stin Anatoliki Makedonia ke Thraki (Ανταρσία στην Ανατολική Μακεδονία και Θράκη)                                                   |                                                                        | 6.523                                                                  | 1,81                                                                   | –                                                                      |                                                                        |                                                                        |                                                                        |                                                                        |                                                                        |

Gouverneur: Aristidis Giannakidis (Αριστείδης Γιαννακίδης), PA.SO.K.

### Peloponnes
| Regionalwahl in der Region Peloponnes am 7. und 14. November 2010                               | Regionalwahl in der Region Peloponnes am 7. und 14. November 2010 | Regionalwahl in der Region Peloponnes am 7. und 14. November 2010 | Regionalwahl in der Region Peloponnes am 7. und 14. November 2010 | Regionalwahl in der Region Peloponnes am 7. und 14. November 2010 | Regionalwahl in der Region Peloponnes am 7. und 14. November 2010 | Regionalwahl in der Region Peloponnes am 7. und 14. November 2010 | Regionalwahl in der Region Peloponnes am 7. und 14. November 2010 | Regionalwahl in der Region Peloponnes am 7. und 14. November 2010 | Regionalwahl in der Region Peloponnes am 7. und 14. November 2010 |
| ----------------------------------------------------------------------------------------------- | ----------------------------------------------------------------- | ----------------------------------------------------------------- | ----------------------------------------------------------------- | ----------------------------------------------------------------- | ----------------------------------------------------------------- | ----------------------------------------------------------------- | ----------------------------------------------------------------- | ----------------------------------------------------------------- | ----------------------------------------------------------------- |
|                                                                                                 |                                                                   | 1. Wahlgang                                                       | 1. Wahlgang                                                       | 1. Wahlgang                                                       | 2. Wahlgang                                                       | 2. Wahlgang                                                       | 2. Wahlgang                                                       |                                                                   |                                                                   |
| Wahlbündnis                                                                                     | pol. Zugehörigkeit                                                | Stimmen                                                           | in %                                                              | Sitze                                                             | Stimmen                                                           | in %                                                              | Sitze                                                             | Sitzverteilung (51 Sitze)                                         | Sitzverteilung (51 Sitze)                                         |
| Nea Peloponnisos (Νέα Πελοπόννησος)                                                             | unterstützt von PA.SO.K. LA.O.S.                                  | 157.597                                                           | 41,71                                                             | 11                                                                | 149.188                                                           | 52,69                                                             | 20                                                                | 31                                                                |                                                                   |
| Dynati Peloponnisos (Δυνατή Πελοπόννησος)                                                       | N.D.                                                              | 154.691                                                           | 40,94                                                             | 11                                                                | 133.971                                                           | 47,31                                                             | 5                                                                 | 16                                                                |                                                                   |
| Laiki Syspirosi Peloponnisou (Λαϊκή Συσπείρωση Πελοποννήσου)                                    | K.K.E.                                                            | 25.669                                                            | 6,79                                                              | 2                                                                 |                                                                   |                                                                   |                                                                   | 2                                                                 |                                                                   |
| Agonistiki Synergasia Peloponnisou (Αγωνιστική Συνεργασία Πελοποννήσου)                         | SYRIZA                                                            | 14.835                                                            | 3,93                                                              | 1                                                                 |                                                                   |                                                                   |                                                                   | 1                                                                 |                                                                   |
| Ikologiki Symbolitia tou Moria (Οικολογική Συμπολιτεία του Μοριά)                               | Ökologen/Grüne                                                    | 7.212                                                             | 1,91                                                              | 1                                                                 |                                                                   |                                                                   |                                                                   | 1                                                                 |                                                                   |
| Aristeri Andikapitalistiki Paremvasi sto Moria (Αριστερή Αντικαπιταλιστική Παρέμβαση στο Μωριά) |                                                                   | 6.443                                                             | 1,71                                                              | –                                                                 |                                                                   |                                                                   |                                                                   |                                                                   |                                                                   |
| Dimokratiki Ikologiki Synergasia (Δημοκρατική Οικολογική Συνεργασία)                            | Dem. Linke                                                        | 5.920                                                             | 1,57                                                              | –                                                                 |                                                                   |                                                                   |                                                                   |                                                                   |                                                                   |
| Ethniki syspirosi gia tin Peloponniso (Εθνική συσπείρωση για την Πελοπόννησο)                   |                                                                   | 5.468                                                             | 1,45                                                              | –                                                                 |                                                                   |                                                                   |                                                                   |                                                                   |                                                                   |

Gouverneur: Petros Tatoulis (Πέτρος Τατούλης), parteilos

### Südliche Ägäis
|                                                                               |                    | 1. Wahlgang |       |       |                           |                           |
| Wahlbündnis                                                                   | pol. Zugehörigkeit | Stimmen     | in %  | Sitze | Sitzverteilung (51 Sitze) | Sitzverteilung (51 Sitze) |
| Notio Egeo – Archipelagos Dimiourgias (Νότιο Αιγαίο – Αρχιπέλαγος Δημουργίας) | PA.SO.K.           | 86.735      | 50,90 | 31    |                           |                           |
| Nea Epochi gia ta nisia mas (Νέα Εποχή για τα νησιά μας)                      | N.D. LA.O.S.       | 52.973      | 31,08 | 13    |                           |                           |
| Laiki Syspirosi Notiou Egeou (Λαϊκή Συσπείρωση Νοτίου Αιγαίου)                | K.K.E.             | 15.401      | 9,04  | 4     |                           |                           |
| Polites kontra ston Kero (Πολίτες κόντρα στον Καιρό)                          | SYRIZA             | 8.751       | 5,14  | 2     |                           |                           |
| Ikologikos Anemos (Οικολογικός Άνεμος)                                        | Ökologen/Grüne     | 6.558       | 3,85  | 1     |                           |                           |

Gouverneur: Ioannis Macheridis (Ιωάννης Μαχαιρίδης), PA.SO.K.

### Thessalien
| Regionalwahl in Thessalien am 7. und 14. November 2010                                   | Regionalwahl in Thessalien am 7. und 14. November 2010 | Regionalwahl in Thessalien am 7. und 14. November 2010 | Regionalwahl in Thessalien am 7. und 14. November 2010 | Regionalwahl in Thessalien am 7. und 14. November 2010 | Regionalwahl in Thessalien am 7. und 14. November 2010 | Regionalwahl in Thessalien am 7. und 14. November 2010 | Regionalwahl in Thessalien am 7. und 14. November 2010 | Regionalwahl in Thessalien am 7. und 14. November 2010 | Regionalwahl in Thessalien am 7. und 14. November 2010 |
| ---------------------------------------------------------------------------------------- | ------------------------------------------------------ | ------------------------------------------------------ | ------------------------------------------------------ | ------------------------------------------------------ | ------------------------------------------------------ | ------------------------------------------------------ | ------------------------------------------------------ | ------------------------------------------------------ | ------------------------------------------------------ |
|                                                                                          |                                                        | 1. Wahlgang                                            | 1. Wahlgang                                            | 1. Wahlgang                                            | 2. Wahlgang                                            | 2. Wahlgang                                            | 2. Wahlgang                                            |                                                        |                                                        |
| Wahlbündnis                                                                              | pol. Zugehörigkeit                                     | Stimmen                                                | in %                                                   | Sitze                                                  | Stimmen                                                | in %                                                   | Sitze                                                  | Sitzverteilung (51 Sitze)                              | Sitzverteilung (51 Sitze)                              |
| Symmachia yper ton Politon (Συμμαχία υπέρ των Πολιτών)                                   | N.D.                                                   | 170.323                                                | 38,59                                                  | 10                                                     | 98.705                                                 | 50,68                                                  | 21                                                     | 31                                                     |                                                        |
| Thessalon Dynami (Θεσσαλών Δύναμη)                                                       | PA.SO.K.                                               | 153.821                                                | 34,85                                                  | 9                                                      | 96.063                                                 | 49,32                                                  | 4                                                      | 13                                                     |                                                        |
| Laiki Syspirosi Thessalias (Λαϊκή Συσπείρωση Θεσσαλίας)                                  | K.K.E.                                                 | 57.831                                                 | 13,10                                                  | 3                                                      |                                                        |                                                        |                                                        | 3                                                      |                                                        |
| Eleftheri Thessali (Ελεύθεροι Θεσσαλοί)                                                  | LA.O.S.                                                | 12.592                                                 | 4,44                                                   | 1                                                      |                                                        |                                                        |                                                        | 1                                                      |                                                        |
| Thessalia tis Allilengyis ke tis Ikologias (Θεσσαλία της Αλληλεγγύης και της Οικολογίας) | SYRIZA                                                 | 13.571                                                 | 3,08                                                   | 1                                                      |                                                        |                                                        |                                                        | 1                                                      |                                                        |
| Menoume Thessalia, Iko-LOGIKA (Μένουμε Θεσσαλία, Οικο-ΛΟΓΙΚΑ)                            | Ökologen/Grüne                                         | 12.015                                                 | 2,72                                                   | 1                                                      |                                                        |                                                        |                                                        | 1                                                      |                                                        |
| Aristeri Paremvasi sti Thessalia (Αριστερή Παρέμβαση στη Θεσσαλία)                       |                                                        | 7.444                                                  | 1,69                                                   | 1                                                      |                                                        |                                                        |                                                        | 1                                                      |                                                        |
| Kinon ton Thessalon (Κοινόν των Θεσσαλών)                                                | Dem. Linke                                             | 6.720                                                  | 1,52                                                   | –                                                      |                                                        |                                                        |                                                        |                                                        |                                                        |

Gouverneur: Konstandinos Agorastos (Κωνσταντίνος Αγοραστός), N.D.

### Westgriechenland
| Regionalwahl in Westgriechenland am 7. und 14. November 2010                                                                      | Regionalwahl in Westgriechenland am 7. und 14. November 2010 | Regionalwahl in Westgriechenland am 7. und 14. November 2010 | Regionalwahl in Westgriechenland am 7. und 14. November 2010 | Regionalwahl in Westgriechenland am 7. und 14. November 2010 | Regionalwahl in Westgriechenland am 7. und 14. November 2010 | Regionalwahl in Westgriechenland am 7. und 14. November 2010 | Regionalwahl in Westgriechenland am 7. und 14. November 2010 | Regionalwahl in Westgriechenland am 7. und 14. November 2010 | Regionalwahl in Westgriechenland am 7. und 14. November 2010 |
| --- | ------------------------------------------------------------ | ------------------------------------------------------------ | ------------------------------------------------------------ | ------------------------------------------------------------ | ------------------------------------------------------------ | ------------------------------------------------------------ | ------------------------------------------------------------ | ------------------------------------------------------------ | ------------------------------------------------------------ |
| |                                                              | 1. Wahlgang                                                  | 1. Wahlgang                                                  | 1. Wahlgang                                                  | 2. Wahlgang                                                  | 2. Wahlgang                                                  | 2. Wahlgang                                                  |                                                              |                                                              |
| Wahlbündnis | pol. Zugehörigkeit                                           | Stimmen                                                      | in %                                                         | Sitze                                                        | Stimmen                                                      | in %                                                         | Sitze                                                        | Sitzverteilung (51 Sitze)                                    | Sitzverteilung (51 Sitze)                                    |
| Dytiki Ellada – Dikeoma stin proodo (Δυτική Ελλάδα – Δικαίωμα στην πρόοδο)                                                        | PA.SO.K.                                                     | 169.002                                                      | 43,32                                                        | 11                                                           | 60.108                                                       | 58,78                                                        | 20                                                           | 31                                                           |                                                              |
| Zoume Dytika (Ζούμε Δυτικά) | N.D.                                                         | 104.148                                                      | 26,70                                                        | 7                                                            | 42.153                                                       | 41,22                                                        | 5                                                            | 12                                                           |                                                              |
| Laiki Syspirosi Dytikis Elladas (Λαϊκή Συσπείρωση Δυτικής Ελλάδας)                                                                | K.K.E.                                                       | 43.455                                                       | 11,14                                                        | 3                                                            |                                                              |                                                              |                                                              | 3                                                            |                                                              |
| Ikologiki Dytiki Ellada (Οικολογική Δυτική Ελλάδα)                                                                                | Ökologen/Grüne                                               | 15.969                                                       | 4,09                                                         | 1                                                            |                                                              |                                                              |                                                              | 1                                                            |                                                              |
| Dimokratiki Ikologiki Anasynthesi Dytikis Elladas (Δημοκρατική Οικολογική Ανασύνθεση Δυτικής Ελλάδας)                             | Dem. Linke                                                   | 15.077                                                       | 3,86                                                         | 1                                                            |                                                              |                                                              |                                                              | 1                                                            |                                                              |
| Andistasi Politon Dytikis Elladas (Αντίσταση Πολιτών Δυτικής Ελλάδας)                                                             | SYRIZA                                                       | 14.415                                                       | 3,70                                                         | 1                                                            |                                                              |                                                              |                                                              | 1                                                            |                                                              |
| Elpida gia tin Dytiki Ellada (Ελπίδα για την Δυτική Ελλάδα)                                                                       | LA.O.S.                                                      | 11.842                                                       | 4,44                                                         | 1                                                            |                                                              |                                                              |                                                              | 1                                                            |                                                              |
| Aristeri Paremvasi – Andikapitalistiki Kinisi sti Dytiki Ellada (Αριστερή Παρέμβαση – Αντικπαιταλιστική Κίνηση στη Δυτική Ελλάδα) |                                                              | 8.892                                                        | 2,28                                                         | 1                                                            |                                                              |                                                              |                                                              | 1                                                            |                                                              |
| Ethniki Syspirosi gia tin Dytiki Ellada (Εθνική Συσπείρωση για την Δυτική Ελλάδα)                                                 |                                                              | 7.318                                                        | 1,88                                                         | –                                                            |                                                              |                                                              |                                                              |                                                              |                                                              |

Gouverneur: Apostolos Katsifaras (Απόστολος Κατσιφάρας), PA.SO.K.

### Westmakedonien
| Regionalwahl in Westmakedonien am 7. und 14. November 2010                                   | Regionalwahl in Westmakedonien am 7. und 14. November 2010 | Regionalwahl in Westmakedonien am 7. und 14. November 2010 | Regionalwahl in Westmakedonien am 7. und 14. November 2010 | Regionalwahl in Westmakedonien am 7. und 14. November 2010 | Regionalwahl in Westmakedonien am 7. und 14. November 2010 | Regionalwahl in Westmakedonien am 7. und 14. November 2010 | Regionalwahl in Westmakedonien am 7. und 14. November 2010 | Regionalwahl in Westmakedonien am 7. und 14. November 2010 | Regionalwahl in Westmakedonien am 7. und 14. November 2010 |
| -------------------------------------------------------------------------------------------- | ---------------------------------------------------------- | ---------------------------------------------------------- | ---------------------------------------------------------- | ---------------------------------------------------------- | ---------------------------------------------------------- | ---------------------------------------------------------- | ---------------------------------------------------------- | ---------------------------------------------------------- | ---------------------------------------------------------- |
|                                                                                              |                                                            | 1. Wahlgang                                                | 1. Wahlgang                                                | 1. Wahlgang                                                | 2. Wahlgang                                                | 2. Wahlgang                                                | 2. Wahlgang                                                |                                                            |                                                            |
| Wahlbündnis                                                                                  | pol. Zugehörigkeit                                         | Stimmen                                                    | in %                                                       | Sitze                                                      | Stimmen                                                    | in %                                                       | Sitze                                                      | Sitzverteilung (51 Sitze)                                  | Sitzverteilung (51 Sitze)                                  |
| Symmachia ton Politon gia ti Dytiki Makedonia (Συμμαχία των Πολιτών για τη Δυτική Μακεδονία) | N.D.                                                       | 89.273                                                     | 46,30                                                      | 12                                                         | 79.216                                                     | 51,81                                                      | 19                                                         | 31                                                         |                                                            |
| Archi … Zoume mazi! (Άρχη … Ζούμε μαζί!)                                                     | PA.SO.K.                                                   | 74.050                                                     | 38,40                                                      | 10                                                         | 73.675                                                     | 48,19                                                      | 6                                                          | 16                                                         |                                                            |
| Laiki Syspirosi Dytikis Makedonias (Λαϊκή Συσπείρωση Δυτικής Μακεδονίας)                     | K.K.E.                                                     | 15.851                                                     | 8,22                                                       | 2                                                          |                                                            |                                                            |                                                            | 2                                                          |                                                            |
| Enallaktiki Drasi gia ti Dytiki Makedonia (Εναλλακτική Δράση για τη Δυτική Μακεδονία)        | SYRIZA Ökologen/Grüne                                      | 6.283                                                      | 3,26                                                       | 1                                                          |                                                            |                                                            |                                                            | 1                                                          |                                                            |
| Syndyasmos Pavlou Chr. Altini (Συνδυασμός Παύλου Χρ. Αλτίνη)                                 | LA.O.S.                                                    | 4.619                                                      | 2,40                                                       | 1                                                          |                                                            |                                                            |                                                            | 1                                                          |                                                            |
| Andikapitalistiki Anatropi (Αντικαπιταλιστική Ανατροπή)                                      |                                                            | 2.755                                                      | 1,43                                                       | –                                                          |                                                            |                                                            |                                                            |                                                            |                                                            |

Gouverneur: Georgios Dakis (Γεώργιος Δακής), N.D.

### Zentralmakedonien
| Regionalwahl in Zentralmakedonien am 7. und 14. November 2010                                                                               | Regionalwahl in Zentralmakedonien am 7. und 14. November 2010 | Regionalwahl in Zentralmakedonien am 7. und 14. November 2010 | Regionalwahl in Zentralmakedonien am 7. und 14. November 2010 | Regionalwahl in Zentralmakedonien am 7. und 14. November 2010 | Regionalwahl in Zentralmakedonien am 7. und 14. November 2010 | Regionalwahl in Zentralmakedonien am 7. und 14. November 2010 | Regionalwahl in Zentralmakedonien am 7. und 14. November 2010 | Regionalwahl in Zentralmakedonien am 7. und 14. November 2010 | Regionalwahl in Zentralmakedonien am 7. und 14. November 2010 |
| --- | ------------------------------------------------------------- | ------------------------------------------------------------- | ------------------------------------------------------------- | ------------------------------------------------------------- | ------------------------------------------------------------- | ------------------------------------------------------------- | ------------------------------------------------------------- | ------------------------------------------------------------- | ------------------------------------------------------------- |
| |                                                               | 1. Wahlgang                                                   | 1. Wahlgang                                                   | 1. Wahlgang                                                   | 2. Wahlgang                                                   | 2. Wahlgang                                                   | 2. Wahlgang                                                   |                                                               |                                                               |
| Wahlbündnis | pol. Zugehörigkeit                                            | Stimmen                                                       | in %                                                          | Sitze                                                         | Stimmen                                                       | in %                                                          | Sitze                                                         | Sitzverteilung (71 Sitze)                                     | Sitzverteilung (71 Sitze)                                     |
| Dynami gia tin Periferia Kendrikis Makedonias (Δύναμη για την Περιφέρεια Κεντρικής Μακεδονίας)                                              | N.D.                                                          | 421.859                                                       | 43,19                                                         | 16                                                            | 406.890                                                       | 52,56                                                         | 27                                                            | 43                                                            |                                                               |
| Kendriki Makedonia: Metopo Anaptyxis (Κεντρική Μακεδονία: Μέτωπο Ανάπτυξης)                                                                 | PA.SO.K.                                                      | 299.633                                                       | 30,68                                                         | 11                                                            | 367.272                                                       | 47,44                                                         | 8                                                             | 19                                                            |                                                               |
| Laiki Syspirosi Kendrikis Makedonias (Λαϊκή Συσπείρωση Κεντρικής Μακεδονίας)                                                                | K.K.E.                                                        | 88.739                                                        | 9,09                                                          | 3                                                             |                                                               |                                                               |                                                               | 3                                                             |                                                               |
| Kathara Cheria, Kathares Idees, Kathares Lysis (Καθαρά Χέρια, Καθαρές Ιδέες, Καθαρές Λύσεις)                                                | LA.O.S.                                                       | 64.236                                                        | 6,58                                                          | 2                                                             |                                                               |                                                               |                                                               | 2                                                             |                                                               |
| Rizospastiki Aristeri Enotita – Boroume na tous stamatisoume (Ριζοσπαστική Αριστερή Ενότητα – Μπορούμε να τους σταματήσουμε)                | SYRIZA                                                        | 35.536                                                        | 3,64                                                          | 1                                                             |                                                               |                                                               |                                                               | 1                                                             |                                                               |
| Ikologia allilengyi (Οικολογία αλληλεγγύη)                                                                                                  | Ökologen/Grüne                                                | 30.358                                                        | 3,11                                                          | 1                                                             |                                                               |                                                               |                                                               | 1                                                             |                                                               |
| Asimina Xirotyri-Ekaterinari – Dimokratia-Ikologia-Symmetochi (Ασημίνα Ξηροτύρη-Αικατερινάρη – Δημοκρατία-Οικολογία-Συμμετοχή)              | Dem. Linke                                                    | 19.724                                                        | 2,02                                                          | 1                                                             |                                                               |                                                               |                                                               | 1                                                             |                                                               |
| ANDIKAPITALISTIKI ARISTERA – ANDARSIA se kyvernisi-EE-DNT-Kallikrati (ΑΝΤΙΚΑΠΙΤΑΛΙΣΤΙΚΗ ΑΡΙΣΤΕΡΑ – ΑΝΤΑΡΣΙΑ σε κυβέρνηση-ΕΕ-ΔΝΤ-Καλλικράτη) |                                                               | 16.644                                                        | 1,70                                                          | 1                                                             |                                                               |                                                               |                                                               | 1                                                             |                                                               |

Gouverneur: Panagiotis Psomiadis (Παναγιώτης Ψωμιάδης), N.D.